# Адиона
Адиона или Адеона (лат. Adeona) је римско божанство нижег реда које обезбеђује безбедан повратак путницима далеко од куће.

## Митологија
Претпоставља се да је вероватно древно италско божанство, а представља индигиментум (изводницу сегмента) Јуноне, римске богиње мајки, жена и њихове деце. Индигиментска божанства често суде уобичајеним животним приликама и дешавањима. Често се помиње са Абеоном, која као и Адеона представља богињу заштитницу деце, при чему Абеона надгледа дечије прве кораке и тажи родитељску бригу и чежњу за децом која се отисну у свет, а Адеона се стара да се она безбедно врате кући. Верује се да Адеона пази на децу на путу од куће до школе, и да се стара за њихов безбедан повратак. Њена се улога, важно је поменути, ипак не односи само на децу путнике, већ и на све оне који треба да се врате с пута.
Име Адиона или Адеона потиче од латинског глагола adeo (прићи, посетити), што се донекле може сложити са њеном улогом да врати путнике безбедно кући.